# 緑川村
緑川村（みどりかわむら）は、熊本県宇土郡にあった村。

## 地理
- 河川：浜戸川

## 歴史
- 1889年（明治22年）4月1日 - 馬瀬村、野鶴村、恵塚村、新開村、笹原村、城塚村が合併して発足。
- 1954年（昭和29年）4月1日 - 宇土町、花園村、轟村、網津村と新設合併して宇土町になり、消滅。

## 学校
- 緑川村立緑川小学校